# Martin Camaj

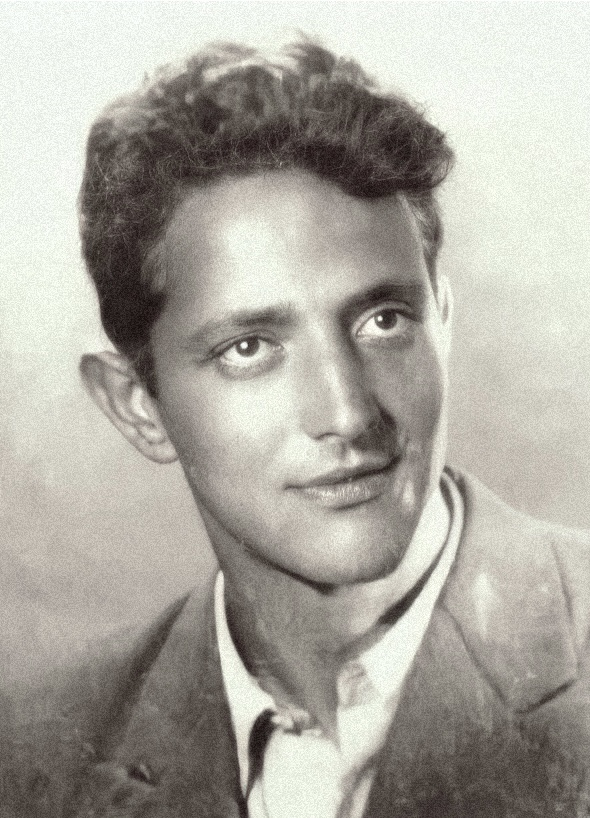
Camaj (1940er)

Martin Camaj (* 21. Juli 1925 in Temal, Dukagjin, Kreis Shkodra, Albanien; † 12. März 1992 in München) war ein albanischer Schriftsteller und Albanologe. Von 1971 bis 1990 war er Inhaber des entsprechenden Lehrstuhls an der Ludwig-Maximilians-Universität München.

## Leben
Martin Camaj kam in einem kleinen, abgelegenen Dorf im Cukali-Hochland, einem Ausläufer der Albanischen Alpen, als Sohn eines Hirten mit sieben Kindern zur Welt. Nach seinen eigenen Angaben ist das Geburtsjahr 1925 ein Fehler in den Papieren – tatsächlich sei er 1927 geboren. Die geistige Kultur dieser archaischen Bergwelt war von Schriftlosigkeit geprägt und fand in mündlicher Überlieferung ihren Ausdruck. In Shkodra, dem Zentrum Nordalbaniens, besuchte er eine italienische Jesuitenschule. Das notwendige Stipendium hatte ihm der Dorfpfarrer vermittelt. Nach dem Gymnasium gründete er im Dorf Prekal eine erste Volksschule, die er als einziger Lehrer betrieb. Da er zum Widerstand gegen die Kommunisten gehörte, musste er schon nach einem halben Jahr untertauchen. 1949 floh Camaj im Winter über die Berge nach Jugoslawien – nach Albanien sollte er nie mehr zurückkehren. Martin Camaj hatte keinen Kontakt zu seiner Familie, die jahrzehntelang in Arbeitslagern verbrachte. Einer seiner Brüder war während 30 Jahren inhaftiert.
An der Universität Belgrad studierte Camaj von 1949 bis 1955 Slawistik, Romanistik, Albanologie und balkanische Volksliteraturen. 1953 und 1954 publizierte er als einer der Ersten auf Albanisch in Priština zwei Gedichtbände. Im Jahr 1956 emigrierte er nach Rom, da er zusehends Repressalien ausgesetzt war. In Italien veröffentlichte er weitere Bücher und amtierte als Chefredakteur der albanischen Literaturzeitschrift „Shêjzat“. Der Sprachwissenschaftler erarbeitete sich dadurch immer mehr ein Bild der modernen Literatur. 1960 schloss er seine bereits in Belgrad begonnene Doktorarbeit über Gjon Buzuku ab.
Mit einem Stipendium des Deutschen Akademischen Austauschdiensts kam er im Januar 1960 nach München, wo er an der Universität zunächst als Lektor tätig war. 1964 habilitierte er über die albanische Wortbildung. Ab 1965 war er an der Ludwig-Maximilians-Universität als Privatdozent tätig. Seit 1971 war er dort als Professor für Albanologie tätig, an der von ihm ins Leben gerufenen Professur. Er sei der erste Sohn eines Hirten gewesen, der an der Universität zum Professor ernannt wurde. Er wohnte in Lenggries – ein Ort, der ihn an seine heimatlichen Berge erinnerte – und verfasste in Bayern einen Großteil seines literarischen Werks. 1969 heiratete Camaj die deutsche Erika. Nach der Öffnung Albaniens ließ es sein Gesundheitszustand nicht mehr zu, seine Heimat nochmals zu besuchen.

## Werk

### Literarisches Schaffen
Camaj gilt als moderner Klassiker der albanischen Literatur. Sein 45-jähriges Schaffen durchlief mehrere Entwicklungsstadien. Seine ersten Gedichte waren von seiner Bergheimat inspiriert. Es folgten Romane, die mit Lyrik durchsetzt und weniger rhetorisch waren. Unter dem Einfluss von Giuseppe Ungaretti zeigen seine Werke bald Einflüsse des Hermetismus.
- Nji fyell ndër male – Prishtina 1953
- Kanga e vërrinit – Prishtina 1954
- Djella – Rom 1958
- Legjenda – Rom 1964
- Lirika mes dy moteve – München 1967
- Njeriu më vete dhe me të tjerë – München 1978
- Rrathë – München 1978
- Shkundullima – München 1985
- Poezi (1953–1967) – München 1981
- Dranja: Madrigale – München 1981
- Karpa – München 1987
- Poetry (Nema & Buelli) – New York 1990
- Palimpsest – München/New York 1991
- Kandili Argjandit (Schauspiel) – Cosenza 1993

auf Deutsch:
- Weißgefiedert wie ein Rabe. Gedichte (zweisprachig). Herausgegeben und übersetzt von Hans-Joachim Lanksch. Klagenfurt: Wieser, 1999. ISBN    3-85129-164-6
- „Fackeln in der Nacht“ (Pishtarët e natës). Novelle. In: Florian Kienzle: Ein Nehmen und Geben. Die Geschlechter in der albanischen Literatur. Wiesbaden: Harrassowitz, 2020. ISBN 978-3-447-11434-9
- „Früher Schnee“ (Rrungaja në mars). Novelle. In: Florian Kienzle: Vom Wehrturm zur Streichholzschachtel. Orte und Räume in der albanischen Literatur. Wiesbaden: Harrassowitz, 2023. ISBN 978-3-447-12050-0

### Forschung
Schwerpunkte des Schaffens von Camaj galten den Dialekten der Arbëreshen in Italien und der albanischen Schriftsprache. Anfangs hatte er das Hauptaugenmerk seiner Forschungen noch auf historische Texte gelegt, danach der Sprachgeschichte. Sein übergeordnetes Forschungsziel galt den Varietäten der albanischen Sprache.
1969 publizierte er erstmals sein Lehrbuch der albanischen Sprache, eines der ersten modernen Albanischlehrbücher. Eine anfangs geplante Überarbeitung dieses Buches wuchs zu einem umfassenden Darstellung des gegischen, toskischen und arbereschen Sprache. Das 1984 publizierte Werk Albanian Grammar verstand er als Synthese aller seiner Arbeitsgebiete.
1974 veröffentlichte er zusammen mit Uta Schier-Oberdorffer die Sammlung Albanische Märchen.
- Il Messale di Gjon Buzuku – Rom 1961
- Albanische Wortbildung. Die Bildungsweise der älteren Nomina – Wiesbaden 1966
- Lehrbuch der albanischen Sprache – Wiesbaden 1969
- La parlata albanese di Greci in provincia di Avellino – Florenz 1971
- Racconti popolari di Greci (Katundi) in provincia di Avellino e di Barile (Barili) in provincia di Potenza – Rom 1972
- Albanische Märchen – Köln-Düsseldorf 1974
- Die albanische Mundart von Falconara Albanese in der Provinz Cosenza – München 1977
- Cuneus Prophetarum a Petro Bogdano – München 1977
- Albanian Grammar with Exercises, Chrestomathy and Glossaries – Wiesbaden 1984
- La parlata arbëreshedi San Costantino Albanese in provincia di Potenza – Rende 1991
- Zur Topographie und Geschichte der Landschaft Himara in Südalbanien. – München 1991

### Anerkennung
Im kommunistischen Albanien war Camajs – unpolitische – Literatur de facto verboten. Laut Lanksch verzichtete er auf die dort übliche Pathetik, vaterländisches Gesülze und Glorifizierung albanischen Heldentums; der Diaspora galt er hingegen als Hoffnungsträger und Lichtblick. Tatsächlich wurde der Schriftsteller im demokratischen Albanien in Ehren gehalten. Sein im nordalbanischen Idiom verfasstes Werk und seine anspruchsvollen Texte sind jedoch nur schwer zugänglich.
Auch auf wissenschaftlicher Ebene kam es vor der Wende zu keinerlei Austausch zwischen Camaj und albanischen Wissenschaftlern in Tirana.
Zur Pflege und Verbreitung seines Werks wurde 1993 in München die Martin Camaj Gesellschaft e. V. gegründet.
1996 erschienen in Albanien fünf Bände der gesammelten Werke Camajs mit Unterstützung des Kulturministeriums. Nach der Übernahme der Regierungsverantwortung durch die Sozialisten, der Nachfolgepartei der Kommunisten, von den Demokraten wird die Publikation nicht weiter fortgeführt. Im Jahr 2002 erhält Martin Camaj post mortem vom Kulturministerium die Goldene Feder. Camaj hätte sie schon 1998 erhalten sollen, die Auszeichnung wurde aber kurzfristig einem anderen Autor zuerkannt.

## Nachlass
Der schriftliche Nachlass von Martin Camaj liegt im Literaturarchiv der Monacensia im Hildebrandhaus.